# Tam thất
Tam thất hay sâm tam thất, kim bất hoán, điền thất nhân sâm, tam sao thất bản (danh pháp: Panax pseudoginseng) là một loài thực vật có hoa họ Nhân Sâm. Loài này được Wall. miêu tả khoa học đầu tiên năm 1829. Tam thất mọc tự nhiên ở Trung Quốc và Nhật Bản.
Trong cuốn sách Từ điển cây thuốc Việt Nam bộ mới (nhà xuất bản Y học 1997), tác giả Võ Văn Chi giải thích cho tên gọi tam thất có thể là do cây có từ 3 hoặc 7 lá chét; cũng có lý do khác là từ khi gieo tới khi ra hoa là 3 năm và thu củ là 7 năm.

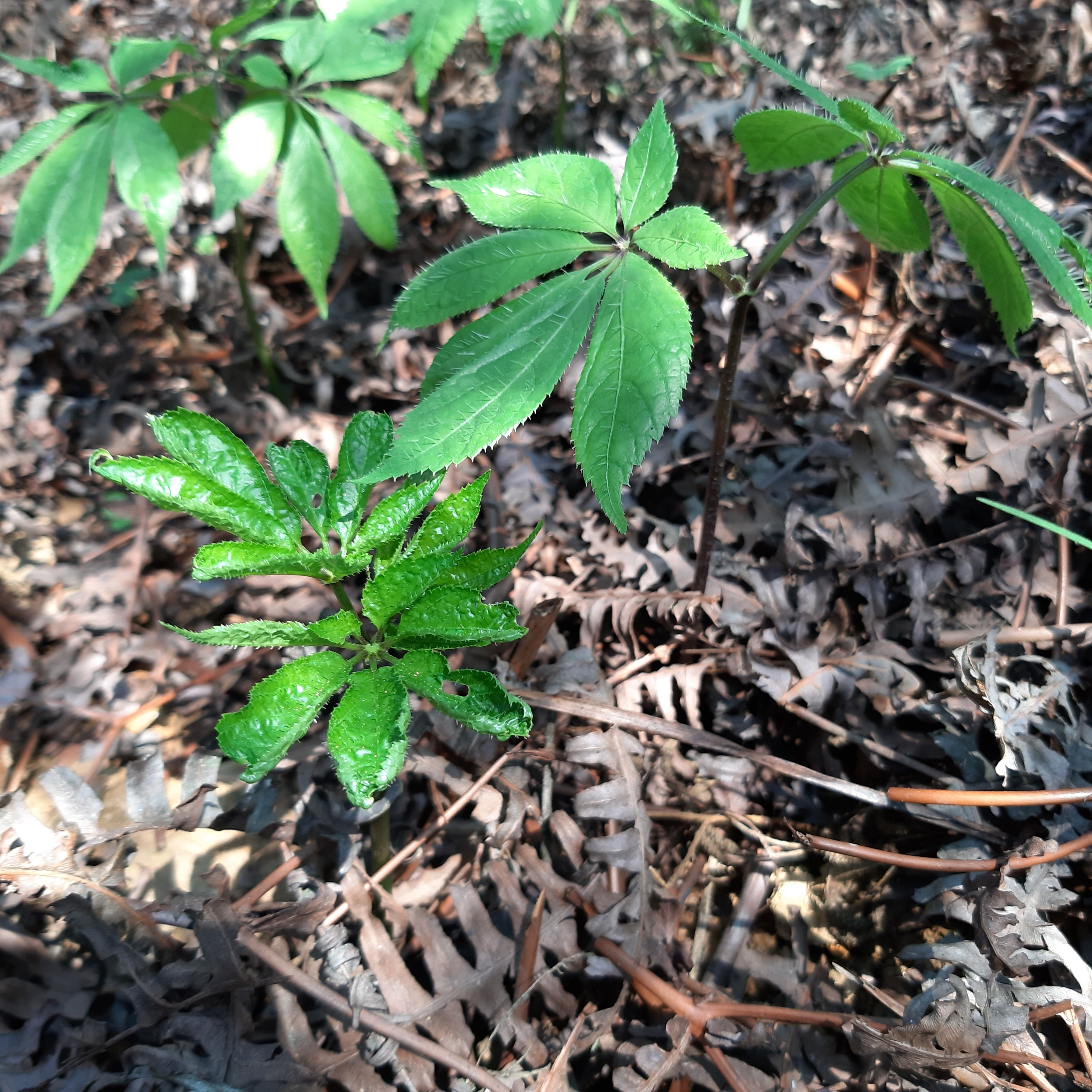
Cây tam thất bắc

## Mô tả
Tam thất là một cây thảo dược thân thảo có lá màu xanh đậm phân nhánh từ thân cây, ở giữa có một chùm quả màu đỏ. Nó được trồng hoặc thu thập từ rừng hoang, và cây hoang dại có giá trị cao hơn. Người Trung Quốc gọi nó là "rễ ba-bảy" vì cây có ba nhánh với mỗi nhánh có bảy lá. Cũng có nói rằng rễ phải được thu hoạch sau ba đến bảy năm sau khi trồng.

## Tính chất
Tam thất được phân loại trong y học truyền thống Trung Quốc là một loại dược liệu có tính nhiệt, vị ngọt và hơi đắng, không độc. Liều dùng khi đun sắc cho mục đích điều trị là 5-10 gram. Có thể nghiền thành bột để nuốt hoặc uống trực tiếp pha với nước: liều dùng trong trường hợp này thường là 1-3 gram. Trong tác phẩm Bencao Gangmu (Tổng quan về Dược liệu, năm 1596), nó được nêu rõ: "Bởi vì tam thất là một loại cây thuộc giai đoạn của huyệt huyết thuộc về các kinh Dương Minh và Quyết Âm, nó có thể điều trị tất cả các bệnh liên quan đến huyết". Tam thất là một loại dược liệu đã được sử dụng khá phổ biến ở Trung Quốc từ cuối thế kỷ XIX. Nó đã có được một danh tiếng rất tốt trong việc điều trị các rối loạn về huyết, bao gồm các vấn đề như chảy máu và thiếu máu. Nó cũng là thành phần chính của "Yunnan Bai Yao", một loại thuốc thảo dược nổi tiếng chống xuất huyết được sử dụng chủ yếu bởi Việt Cộng để điều trị vết thương trong Chiến tranh Việt Nam.
Thành phần hóa học
Tương tự như P. ginseng, P. quinquefolius và P. vietnamensis, tam thất chứa dammarano glycoside loại ginsenoside là thành phần chính. Loại dammarano ginsenoside bao gồm 2 nhóm chính: 20 (S)-protopanaxadiol (ppd) và 20 (S)-protopanaxatriol (ppt). P. notoginseng chứa nồng độ cao của các ginsenoside Rb1, Rd (nhóm ppd) và Rg1 (nhóm ppt). Nồng độ Rb1, Rg1 và Rd trong P. notoginseng được tìm thấy cao hơn so với P. ginseng và P. quinquefolius trong một nghiên cứu.
Dược động học
Khi được uống qua đường miệng, các ginsenoside loại PPD chủ yếu được chuyển hóa bởi vi khuẩn ruột thành PPD monoglucoside, 20-O-beta-D-glucopiranosil-20 (S)-protopanaxadiol (M1). Ở con người, M1 được phát hiện trong huyết tương sau 7 giờ uống ginsenoside loại PPD và trong nước tiểu sau 12 giờ uống. Những phát hiện này cho thấy M1 là chất chuyển hóa cuối cùng của ginsenoside loại PPD.
M1 được biết đến trong một số bài báo với tên gọi IH-901, và được gọi là hợp chất-K trong những nơi khác.
Một nghiên cứu được tiến hành trên chuột đã cho thấy thời gian chảy máu giảm đi một nửa. Michael White, Tiến sĩ Dược học, từ Bệnh viện Hartford ở Connecticut, đã thử nghiệm hiệu quả của tam thất trong việc ngăn chảy máu bên ngoài. Ông và đồng nghiệp của mình tách ra các thành phần của tam thất có thể tan trong nước, cồn hoặc dầu và áp dụng chúng lên đuôi chuột: saponin trong thành phần tam thất có thể tan trong cồn làm giảm thời gian chảy máu đi 52%. Các nghiên cứu khác cho thấy tam thất có khả năng chữa trị và bảo vệ tim mạch khỏi ung thư.
Cùng với mức sử dụng cao - có thể lên đến một triệu liều mỗi năm - chỉ có rất ít báo cáo về hiện tượng phản ứng phụ, không có báo cáo liên quan đến độc tính của các thành phần thảo dược. Một bài viết trên tạp chí Chinese Herbal Drugs đã báo cáo về hai loại phản ứng phụ cơ bản: Hai trường hợp viêm thực quản do nuốt viên không uống đủ nước, gây kích ứng hoặc trào ngược dạ dày. Mười chín phản ứng dị ứng như viêm da, sốc, ban tím, phồng rộp hoặc các phản ứng không đồng tính khác. Nhà sản xuất của các sản phẩm tam thất không được biết đến, cũng như danh tính thực vật của nguyên liệu thô và xác nhận bằng dược liệu bằng chứng Trung Quốc, nơi công thức và sự làm giả xảy ra thường xuyên. Có thể có ít trường hợp phản ứng không đồng tính do chỉ sử dụng thảo dược.

## Phân loại học
Panax notoginseng được mô tả bởi Burkill) F.H.Chen ex C.Y.Wu & K.M.Feng và công bố trong Transactions of the Medical and Physical Society of Calcutta 4: 117. 1829.
Đồng nghĩa
- Aralia pseudoginseng (Wall.) Benth. ex C.B.Clarke
- Aralia quinquefolia var. pseudoginseng (Wall.) Burkill
- Panax schin-seng T.Nees
- Panax schin-seng var. nepalensis T.Nees[10]